# Jean de Condé (maître verrier)
Pour les articles homonymes, voir Jean de Condé et Condé.
Jean de Condé est un maître verrier de la fin du XVIIe siècle dans la région de Mons, dans le Comté de Hainaut (actuelle Belgique), où plus de 125 puits de mine de charbon sont déjà exploités.

## Biographie
Comme à Carmaux en France, les verriers ont contribué au développement du bassin minier vers le Borinage : Jumet fut la pionnière, puisqu'on y a construit la première fournaise dès 1621. C'est vers 1650 qu'y arrivèrent les premiers verriers étrangers, Martin Falleur, originaire de la Forêt-Noire en Allemagne, Jean de Condé et Gédéon Desandrouin, maitre verrier dans le Clermontois. Plus d’une centaine de verreries différentes seront recensées sur un siècle dans un périmètre limité : les communes de Lodelinsart, Gilly, Dampremy, Jumet et Charleroi.
Jean de Condé était lui-même un maître verrier venu de Lorraine, d'abord installé à Jumet où il épousa en 1654 Marie de Colnet, fille d'une famille de verriers belges d'origine lorraine, en particulier de Jean de Colnet, alors « maistre de la verrerie des Hamendes », avant d'obtenir après trois années de pratique l'autorisation de s'installer, en 1669, à Charleroi (où son autre fille épouse aussi un maître verrier, Gédéon Desandrouin) pour créer la première verrerie utilisant de la houille.
En 1763, quatre verreries existaient à Jumet et employaient quarante ouvriers dont treize souffleurs. Elles étaient exploitées respectivement par les familles Falleur, de Dorlodot, de Condé et de Colnet. Avec Charleroi, et grâce au savoir-faire des verriers allemands, Jumet était la plus importante commune verrière des Pays-Bas autrichiens. La production consistait essentiellement en feuilles de vitrage ordinaire de teinte
légèrement verdâtre.